# Attacobius attarum
Attacobius attarum is een spinnensoort uit de familie van de loopspinnen (Corinnidae).
De wetenschappelijke naam van de soort werd in 1935 als Myrmeques attarum gepubliceerd door Carl Friedrich Roewer.